# Brent Renaud
Brent Anthony Renaud (Memphis, Tennessee, 2 de octubre de 1971-Irpín, óblast de Kiev, 13 de marzo de 2022) fue un periodista, fotógrafo y director de cine estadounidense. Produjo películas junto a su hermano, Craig, para HBO y Vice News. Además, fue colaborador de The New York Times hasta 2015. Murió asesinado durante la invasión rusa de Ucrania de 2022.

## Biografía
Nació el 13 de octubre de 1971 en Memphis, Tennessee y se crio en Little Rock, Arkansas. Su madre, Georgann Freasier, fue una trabajadora social y su padre, Louis Renaud, un comerciante. Obtuvo su grado en bachiller en literatura en lengua inglesa por la Universidad Metodista del Sur y una maestría en sociología por la Universidad de Columbia.
Vivió y trabajó en Little Rock y la ciudad de Nueva York. En cooperación con su hermano Craig, Brent produjo una serie de películas y programas de televisión, especialmente enfocadas en historias humanas desde puntos bajo conflicto en el mundo. De 2004 a 2005, los hermanos Renaud grabaron la serie de Discovery Channel Off to War. Brent dio cobertura a los reservistas de Arkansas en el conflicto iraquí y a sus familias.
Los hermanos también dieron cobertura a las guerras en Irak y Afganistán, el terremoto de Haití de 2010, las crisis políticas de Egipto y Libia, los conflictos en África, la guerra contra las drogas en México y la crisis de migrantes de Centroamérica. Ganaron varios premios de televisión y periodismo, incluido en 2015 el Premio Peabody por su videoserie Last Chance High. Ambos dirigieron el documental Meth Storm, estrenado en 2017 por HBO Documentary Films.
En 2019, fue designado profesor visitante de la Universidad de Arkansas y en 2019 recibió una beca Nieman de periodismo. Junto a su hermano le fue otorgado el premio Pulitzer y también fundaron el  Little Rock Film Festival.

## Fallecimiento
Murió asesinado el 13 de marzo en las afueras de la ciudad de Irpín, Ucrania, cuando viajaba en auto junto con otros periodistas y fueron alcanzados por las balas que, según afirman las autoridades ucranianas, provenían de las fuerzas rusas. Su compañero estadounidense que también resultó herido en el ataque contó que Renaud recibió un disparo en el cuello.

## Premios
- Premio del Sindicato de Directores al Mejor Director de Documental (2006).[18]
- Premio Emmy de Noticia y Documental al Mejor Documental (2006[19][20] y 2015[21][22]) y Mejor Periodismo Deportivo Excepcional.[23]